# Geschiedenis van de Verenigde Staten (1607-1763)
Dit artikel beschrijft de geschiedenis in de periode 1607-1763 van de diverse koloniën in Noord-Amerika en met name van de dertien koloniën die zich van New England naar het zuiden uitstrekten tot aan Georgia. Deze koloniën zouden zich in 1776 uiteindelijk verenigen in wat later de Verenigde Staten zou worden. De periode 1607-1763 staat in het teken van de eerste grootschalige kolonisatie van de Noord-Amerikaanse oostkust en de strijd tussen de Europese grootmachten op het continent.

## Kolonisatie
De toestroom van Europese ontdekkingsreizigers begint in de vroege 17e eeuw. Ze treffen dan een land aan dat bewoond wordt door "indianen" met duizenden jaren oude culturen, voornamelijk gebaseerd op landbouw en jacht. De schattingen van het inwoneraantal van Noord-Amerika lopen uiteen; voor de periode rond 1500 wordt een aantal van circa twee miljoen genoemd. Deze bevolking zal binnen enkele eeuwen sterk afnemen: niet alleen door gewelddadige confrontaties met de nieuwe bewoners maar vooral door de onbekende ziektes zoals pokken die zij meebrengen.
De oostkust van Noord-Amerika, die van het binnenland afgesloten is door de Appalachen, biedt goede kansen voor kolonisatie: er zijn baaien, geschikt voor havens, bossen die voedsel en hout leveren en bevaarbare rivieren. Het klimaat is wel anders dan in Europa: de zomers zijn warmer, de winters kouder en de verschillen tussen noord en zuid groter dan in Europa.

### Eerste pogingen
Al in 1497, vijf jaar na de herontdekking van Amerika door Columbus, toont Engeland interesse in het nieuwe continent. De Venetiaan Giovanni Caboto, alias John Cabot, wordt door koning Hendrik VII westwaarts gestuurd, dan nog om een nieuwe route naar de Oriënt te vinden. De economische omstandigheden in Engeland zijn slecht, vooral op het platteland: de productie van graan maakt voor een deel plaats voor die van wol, waardoor grote werkloosheid optreedt. Er wordt besloten tot kolonisatie van Noord-Amerika om daar grondstoffen vandaan te halen, om er een afzetmarkt voor Engelse producten te creëren, om de Spanjaarden te kunnen bestrijden in hun koloniën en om de "heidense" indianen te bekeren. Sir Humphrey Gilbert wordt in 1583 op expeditie gestuurd, maar sterft zelf op de terugweg.
De eerste poging tot vestiging van een Engelse kolonie vindt plaats in 1585 op Roanoke Island, in het huidige North Carolina. Na 6 jaar blijkt de kolonie verdwenen te zijn. Wat er met de kolonisten gebeurd is is niet bekend, maar het gebied wordt vaak door orkanen getroffen.
Ondertussen hebben ook de andere Europese machten niet stilgezeten. In 1511 is de Portugees Miguel de Corte-Real langs de kust van Rhode Island gevaren. De Spanjaard Juan Ponce de León zette op 2 april 1513 als eerste Europeaan voet aan wal in Florida. In 1524 verkent Giovanni da Verrazano in dienst van Frans I van Frankrijk de oostkust.
In 1565 vestigen Franse kolonisten zich aan de kust van Noord-Florida. Hierdoor schiet Spanje wakker en sticht Pedro Menéndez de Avilés in hetzelfde jaar ook in Noord-Florida de oudste permanente nederzetting St. Augustine.

### Virginia

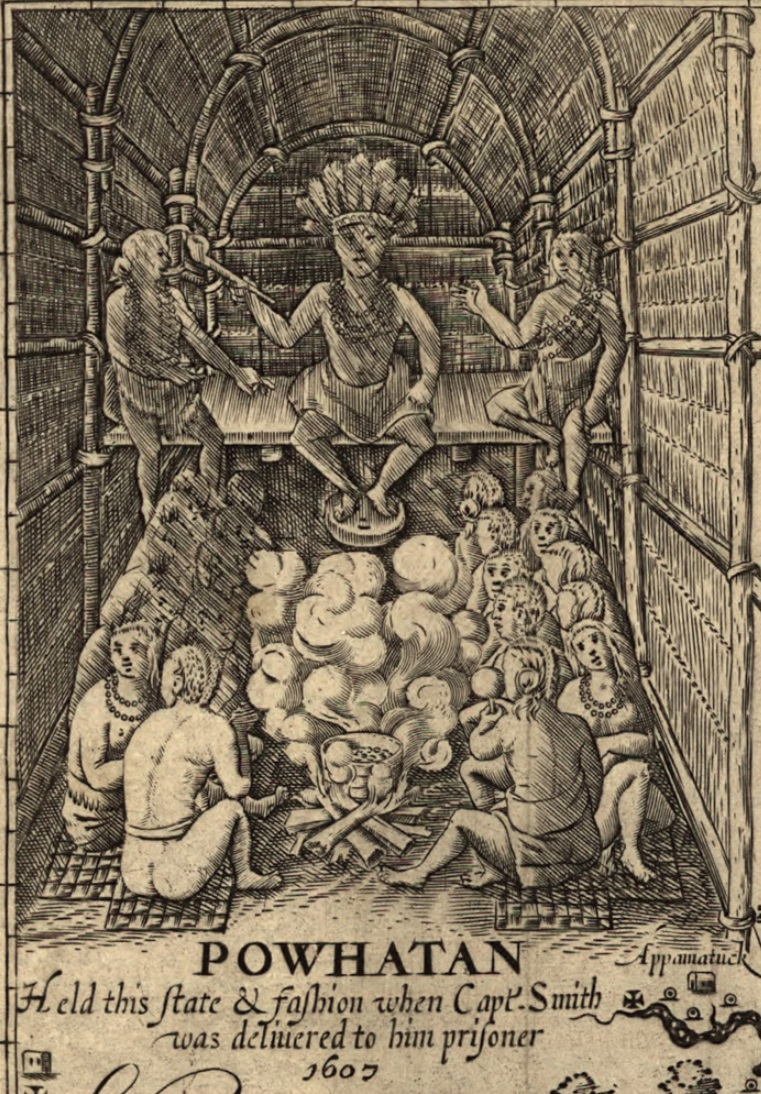
Opperhoofd Powhatan. Detail van een kaart van John Smith, 1612.

In 1606 geeft koning Jacobus I twee Engelse ondernemingen, de London Company en de Plymouth Company, het recht om Noord-Amerika te koloniseren tussen de 34e en 45e breedtegraad. Het volgende jaar stichten Engelse kolonisten de eerste blijvende kolonie, Jamestown, genoemd naar koning Jacobus I. Het gebied eromheen noemen zij Virginia, naar de Engelse ongehuwde koningin (virgin queen) Elizabeth. De leider van deze Engelse kolonie, John Smith, schrijft over dit gebied: Nog nooit tevoren hebben hemel en aarde zich in zo'n volmaakte harmonie verenigd om een woonplaats te verschaffen aan de mens (Schulte Nordtholt pag. 8). Het gebied is echter al de woonplaats van andere mensen: een indianenconfederatie geleid door opperhoofd Powhatan. De Engelsen gebruiken die naam om het hele verbond mee aan te duiden.
Na twee jaar wordt de kolonie getroffen door een voedseltekort: in de winter van 1609-1610 loopt de nood zo hoog op dat de bewoners zelfs lijken opgraven om deze op te eten. Het aantal kolonisten loopt terug van 600 naar slechts 50: velen sterven, anderen vluchten om zich bij de Powhatan aan te sluiten, waar ze wel te eten krijgen. Wanneer het opperhoofd "neerbuigend" reageert op een verzoek om de vluchtelingen terug te sturen, nemen de kolonisten wraak: ze overvallen een indianendorp, doden 15 mensen, steken de hutten in brand en verwoesten de velden. De vrouw van het opperhoofd en haar twee kinderen worden gevangengenomen en meegenomen op een roeiboot. De kinderen worden in het water gegooid en voor de ogen van hun moeder doodgeschoten. Zijzelf wordt later met een mes vermoord.
In 1622 besluiten de Powhatan tot volledige oorlogvoering over te gaan. Ze overvallen de kolonie, honderden Engelsen vinden daarbij de dood.

### Pilgrim Fathers

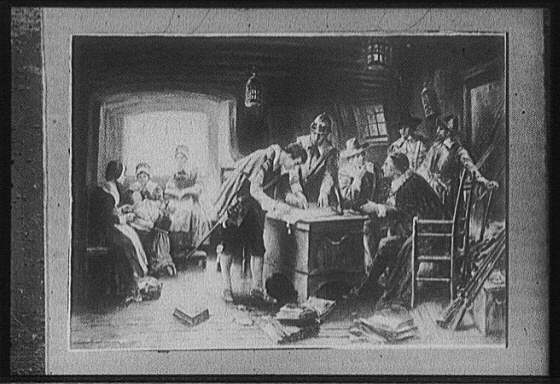
Pilgrims tekenen het Mayflower Compact

Op 21 december 1620 landt de Mayflower met de Pilgrim Fathers op de Amerikaanse oostkust. Zij waren op weg naar het Noorden van Kolonie Virginia, maar hun schip week af en komt uiteindelijk uit ten noorden van Cape Cod. Zij stichten ook een kolonie en geven daaraan de naam "Massachusetts". De Pilgrim Fathers zijn een voorhoede van een stroom puriteinen, die in de jaren 1630-1670 het land binnenstromen, op zoek naar (godsdienstige) vrijheid. Onder hen zijn achttien vrouwen, van wie slechts vier de volgende lente meemaken; de overigen overlijden aan ziektes of in het kraambed.

### De Pequotoorlog
Ook de puriteinen komen in conflict met de indianen: zij landen in het gebied van de Pequot. Gouverneur John Winthrop van Massachusetts rechtvaardigt de inname van hun land door te stellen dat de indianen slechts een "natuurrecht" op het land hebben, maar geen "civiel recht", dus geen eigendom dat door de Engelse wet erkend wordt. De puriteinse dominees wijzen op Psalmen 2:8:
Eis van Mij, en Ik zal de heidenen geven tot Uw erfdeel, en de einden der aarde tot Uw bezitting.
In 1634 wordt de smokkelaar en slavendrijver John Stone vermoord door vazallen van de Pequot, in reactie op wreedheden begaan door Nederlandse handelaars en door Stone zelf. De Pequot weigeren de moordenaars uit te leveren aan de Engelsen. In 1636 wordt ook de puriteinse handelaar John Oldham vermoord, onder mysterieuze omstandigheden. De koloniale autoriteiten verdenken de Narragansett, bondgenoten van de Pequot. Bij strafexpedities blijft het aantal slachtoffers laag, omdat de meeste indianen in de bossen weten te vluchten, maar hun dorpen en velden worden verwoest, zoals dat eerder ook met de Powhatan gebeurde. In 1637 besluiten Massachusetts en Plymouth tot oorlog over te gaan. Omdat hun troepen echter te zwak zijn, vermijden ze rechtstreekse strijd met de Pequotkrijgers, en richten ze zich op het uitmoorden van de bevolking. Uiteindelijk wordt de macht van de Pequots na een bloedige strijd, waarin beide partijen wreedheden begaan, definitief gebroken.
De strijd tegen de indianen blijft echter nog eeuwen voortduren. Zo looft de regering van Massachusetts in 1755 een beloning uit van 40 pond voor elke scalp van een volwassen Penobscotman; voor de scalpen van vrouwen en kinderen onder de twaalf wordt 12 pond uitgeloofd.

### Rhode Island
De door de puriteinen in Massachusetts nagestreefde godsdienstige vrijheid houdt geen religieuze tolerantie in: bij godslasteraars worden de oren afgeknipt, quakers en andere andersdenkenden worden vervolgd en verbannen. Als gevolg hiervan sticht een aantal bannelingen een eigen kolonie rond de Baai van Narragansett.
Onder hen is dominee Roger Williams, die in 1636 een stuk grond van de plaatselijke indianen (de Narragansett) koopt. Zijn verbanning volgt op zijn protest tegen het charter (reglement) van Massachusetts: Williams vindt het ontnemen van indiaans land verkeerd en streeft naar volledige vrijheid van godsdienst. Daarnaast is hij lid van de levellers, een egalitaire beweging.
Twee jaar later voegt een groep van zo'n vijfendertig gezinnen onder leiding van Anne Hutchinson zich bij de nieuwe kolonie. Ook Hutchinson is uit Massachusetts verbannen wegens onenigheid met de autoriteiten: zij stelt dat de interpretatie van de Bijbel open moet staan voor leken.
In 1644 wordt de kolonie koninklijk erkend als Rhode Island.

### Nieuw-Nederland
Op 5 september 1664 nemen Engelse troepen zonder een schot te lossen de Nederlandse kolonie Nieuw-Nederland in. Bij hun verrassingsaanval ondervinden ze niet de minste weerstand van de 250 aanwezige soldaten of van de 20 opgestelde kanonnen. De Nederlandse gouverneur Peter Stuyvesant had nog geprobeerd het verzet van de kolonie te organiseren, maar dit werd hem belet door het volk dat zich in de straten verzamelde. Ze smeekten hem om vooral geen bloedbad aan te richten en de oude generaal zwichtte. Na de Tweede Engels-Nederlandse Oorlog wordt dit gebied in 1667 officieel overgedragen aan het Engelse gezag. Koning Karel II geeft het aan zijn broer Jacobus, hertog van York, waarmee de kolonie New York ontstaat. Een van de eerste dingen die Jacobus doet is een deel van het gebied schenken aan twee vrienden, Lord Berkeley en George Carteret, beiden planters uit Carolina. Zij stichten New Jersey. In 1674 verdelen zij de kolonie, en verkoopt Berkeley zijn westelijke deel aan de quakers.
Door het veroveren van Nieuw-Nederland hebben de Britten nu controle over de Noord-Amerikaanse havens van Virginia tot Massachusetts, wat het opleggen van de English Navigation Act op 2 februari 1665 vergemakkelijkte.

### Pennsylvania
In 1681 landt de quaker William Penn op de kust van het oosten van Amerika. Een nieuwe kolonie wordt gesticht: Pennsylvania. Geleidelijk groeit het aantal koloniën in aantal. Rond het jaar 1700 wonen er circa 250.000 Europeanen in de nieuwe wereld. In 1636 wordt de eerste universiteit, de Harvard-universiteit, opgericht. Reeds in 1647 wordt in Massachusetts, dat beheerst wordt door de puriteinen, de leerplicht ingevoerd. In Nederland zou de leerplicht pas in 1900 worden ingevoerd, in België in 1914. In de 18e eeuw stromen de immigranten dit werelddeel binnen.

## Sociale en politieke verhoudingen
De sociale verhoudingen in de Engelse koloniën kunnen het best worden omschreven als een klassenmaatschappij, waarin een welgestelde blanke minderheid de politieke en economische macht in handen had. Zoals gouverneur John Winthrop in 1630 verklaarde:
In alle tijden moeten sommigen rijk zijn, sommigen arm, sommigen hoog in macht en aanzien, sommigen nederig en onderworpen.
In 1619 wordt het eerste verkozen, wetgevende orgaan opgericht: het House of Burgesses in Virginia. Van democratie is echter nog geen sprake: het kiesrecht is aanvankelijk voorbehouden aan vrije mannen, en wordt later nog verder ingeperkt zodat alleen grondbezitters nog mogen stemmen, als zij meer dan 200.000 m² land bezitten. Vrouwen, slaven, indianen en indentured servants (zie verderop), en later de armen in het algemeen, hebben geen enkele politieke macht, hoewel zij de grote meerderheid van de bevolking uitmaken. In verschillende koloniale steden leven de rijkste koopmansfamilies als een ware aristocratie, die net als de Europese adel haar macht en bezit uitbreidt door strategische huwelijken. Datzelfde deel van de bevolking levert veelal de bestuurders en politici.
Als in 1664 Nieuw-Nederland door de Engelsen wordt overgenomen, is dit gebied goed te vergelijken met de Europese feodale koninkrijken. De corruptie van de gouverneurs houdt met de overname niet op: land wordt door Engelse gouverneurs voor symbolische bedragen aan vrienden verpacht. Opstanden, zoals de boerenopstand van militiekapitein Jacob Leisler in 1689, hebben hiertegen weinig effect.
Er ontstaan wel democratische ideeën, maar de praktische uitvoering hiervan loopt vaak spaak op gevestigde belangen. Zo waren de quakers in Pennsylvania van plan een representatieve democratie in te voeren, maar ze werden gedwongen een groot deel van de macht af te staan aan de financiers van de kolonie.

### Slavernij

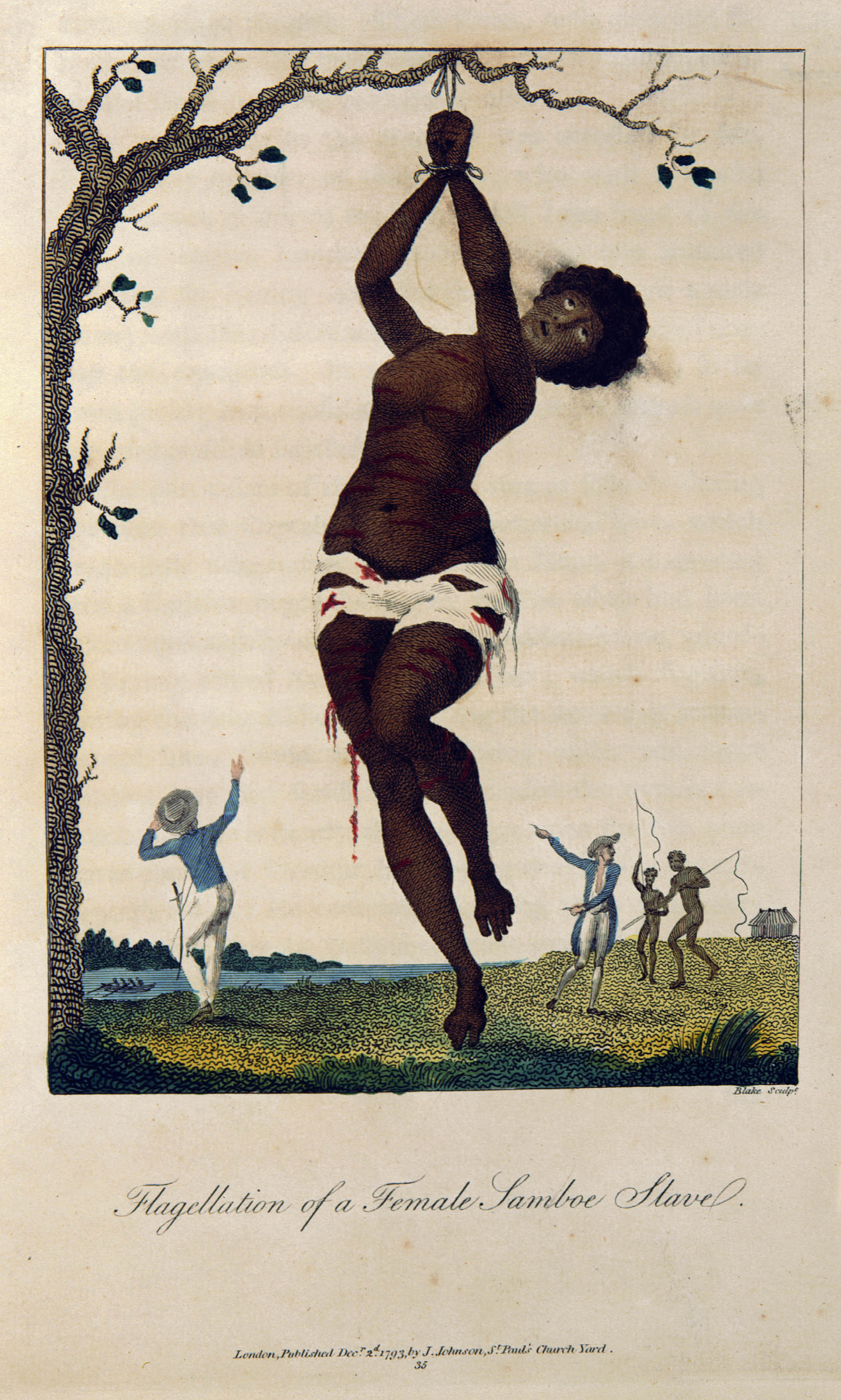
Geseling van een slavin, verbeeld door William Blake (1796)

De economie van de koloniën drijft op landbouw, specifiek de productie van voedsel en van tabak voor de export. De arbeidskracht wordt in eerste instantie grotendeels geleverd door indentured servants: Engelse schuldenaars die hun schulden voldoen door een vastgesteld aantal jaren in dienst te blijven. De eerste kolonisten zijn veelal lage edellieden, die zich te goed voelen om het zware landbouwwerk te verrichten dat noodzakelijk is om hun winsten te maximaliseren.
Al gauw komt de "echte" slavernij op gang. De indianen blijken niet voor slavenwerk inzetbaar: ze zijn beter thuis in de bossen van hun eigen land dan de Europese veroveraars en laten zich niet zonder verzet vangen. Daarom wordt besloten slaven uit Afrika aan te voeren, zoals de Portugezen en Spanjaarden al op grote schaal in Zuid-Amerika deden. Het eerste (Nederlandse) slavenschip met 20 zwarte Afrikanen komt aan in Jamestown in 1619.
De zwarte slaven vormen de drijvende kracht achter de economie, zij zijn feitelijk rechteloos. Er ontstaat een systeem van institutioneel racisme: zwarten worden zwaarder gestraft dan blanken voor dezelfde misdaad (zoals vluchten) en hebben geen enkele stem in de politiek. Vrije zwarten worden uitgesloten van bepaalde beroepen om te voorkomen dat ze concurrentie zouden vormen voor geschoolde, blanke arbeiders.
Tegen 1760 maken de slaven gemiddeld een vijfde deel van de bevolking uit; in North Carolina en South Carolina vormen ze een meerderheid van de bevolking met 40.000 slaven op 25.000 Europeanen. De autoriteiten, doodsbenauwd dat zwarten en indianen zich tegen hen zouden verenigen, stellen een wet op die het vrije zwarten verbiedt om zich in indiaans land te begeven.

## Cultuur
De Amerikaanse cultuur ontwikkelt zich uit de Europese culturen die de kolonisten met zich meevoeren. De Engelse cultuur is en blijft dominant, en het Engels wordt de taal van het nieuwe volk. Tegen 1760 zijn er echter zo veel niet-Engelse kolonisten (Ieren, Duitsers, Nederlanders) dat ook zij hun invloed doen gelden.
Persoonlijke vrijheid, kapitalisme en sociale ongelijkheid zijn diepgeworteld in de Amerikaanse cultuur. Er ontstaat, reeds in de 17e eeuw, een grote variëteit van kranten en pamfletten. In 1700 verdedigt John Wise reeds een regering die gegrond zou zijn op de natuurlijke gelijkheid van alle mensen. Een volstrekt nieuw geluid in de westerse wereld van die dagen. Er ontstaat ook geleidelijk een eigen Amerikaans zelfbewustzijn. Een van de eersten die daarvan blijk geeft is Hector Sint John de Crévecoeur in zijn boek Letters from an American Farmer. In dat boek schrijft hij: Hier worden mensen van alle natiën samengesmolten tot een nieuw mensenras. Er groeit in de 18e eeuw een Amerikaans bewustzijn en een Amerikaans idealisme. De grondslagen voor een nieuwe natie zijn gelegd. Het aantal inwoners beloopt in 1790 bijna 4 miljoen. De natie ontstaat.